# 20780 Chanyikhei
20780 Chanyikhei este un asteroid din centura principală de asteroizi.

## Descriere
20780 Chanyikhei este un asteroid din centura principală de asteroizi. A fost descoperit pe 1 septembrie 2000 la Socorro, New Mexico, în cadrul proiectului LINEAR. Asteroidul prezintă o orbită caracterizată de o semiaxă mare de 2,54 ua, o excentricitate de 0,14 și o înclinație de 6,5° în raport cu ecliptica.